# Weird West
Weird West (также Weird Western; транслитерация — «вирд-вест») — термин, используемый для гибридных жанров фэнтезийный вестерн, вестерн ужасов и научно-фантастический вестерн. Термин возник из «Weird Western Tales» от DC в 1972 году, но идея старше, так как жанры смешиваются с 1930-х годов, возможно, раньше, в вестернах фильмах категории B, комиксах, киносериалах и pulp-журналах. Индивидуально гибридные жанры сочетают элементы western с элементами фэнтези, ужасов и научной фантастики соответственно.

## Медиа

### Комиксы
С 1940-х годов многие вестерн-комиксы публиковали истории, в которых герои иногда сталкивались с монстрами, инопланетянами, суперзлодеями и т. д. В Marvel Comics участвовал Кид Кольт, самый продолжительный вестерн-персонаж в американских комиксах, с 1948 по 1979 год. Он стал путешественником во времени и, в конечном счете, мутантом. The Rawhide Kid, ещё один путешественник во времени Marvel, дебютировал в серии из 16 выпусков, с марта 1955 года по сентябрь 1957 года, от предшественника Marvel 1950-х годов, Atlas Comics.
DC Comics добавила элемент ужаса в свои западные истории, представив Weird Western Tales в 1972 году. Название этой серии породило термин «Weird Western». Он длился восемь лет и 59 выпусков. Главным героем был Иона Хекс, чья популярность обеспечила его собственный одноименный сериал.
В середине-конце 1990-х годов «Desperadoes» Джеффа Мариотта из Image Comics/WildStorm Productions вернул комиксы Weird Western на прилавки в то время, когда ни у одного из основных издателей не было вестерн-комиксов в своих составах.
«Preacher Special: Saint of Killers», мини-сериал из 4 выпусков, был спин-оффом комикса «Preacher» Гарта Энниса. В то время как происхождение Святого Убийцы на Старом Западе является единственным истинным вестерн-элементом в комиксе «Preacher», серия была описана как « Сплаттерпанкский вестер» или смесь вестерна с готикой.

### Кино
Фильме «Призрачная империя» (1935) иногда считается первым фэнтезийным вестерном. Джин Отри в своей первой главной роли поющего ковбоя отправляется на шахту и обнаруживает футуристическое потерянное королевство, изображенное во Флэше Гордоне. Вестерны ужасов начались в 1950-х годах с вампирского вестерна «Проклятие нежити» и продолжились в 1960-х годах такими фильмами, как «Малыш Билли против Дракулы» (1966), в которых изображены реальные преступники, сражающиеся против вымышленного вампира и «Долина Гванги» (1969), в которых спецэффекты Рэя Харрихаузена использовались для противостояния ковбоев против динозавров. Другие вестерны с элементами фэнтези, ужасов или научной фантастики — это «7 лиц доктора Лао» (1964), «Джесси Джеймс встречает дочь Франкенштейна» (1966), «Наездник с высоких равнин» (1973), «Белый бизон» (1977), «Бледный всадник» (1985), «Ghost Town» (1988), «Sundown: The Vampire in Retreat» (1989), «Дикий, дикий Вест» (1999), Чистилище (1999), Джона Хекс (2010), и «Костяной томагавк» (2015).

## Телесериалы
В 1960-х годах телесериал «Дикий Дикий Запад» привнёс элементы pulp-шпионажа и научной фантастики в свою обстановку Старого Запада. Мультипликационные приключения Одинокого рейнджера последовали этому примеру, когда знаменитый вестерн-герой столкнулся с сумасшедшими учеными и другими злодеями, которых не часто встречаются в вестерне. Кроме того, сверхъестественный сериал-антология Рода Серлинга «Сумеречная зона» включал несколько вестерн-эпизодов, таких как «Разборка с Рансом Макгрю». Более поздние сериалы: «Приключения Бриско Каунти — младшего» (1993–1994), в котором были элементы стимпанка; «Вайнона Эрп» (2016), вестерн ужасов о современной женщине с волшебным револьвером Colt Buntline, которая борется с реинкарнациями преступников, убитых её предком, Уайеттом Эрпом; и «Проповедник» (2016), основанным на одноименной серии комиксов.

### Игры
Deadlands, впервые выпущенная Pinnacle Entertainment Group в 1996 году, ролевая игра, сочетающая в себе жанры вестерна и ужасов с элементами стимпанка. Действие происходит в альтернативной Америке 1870-х годов и в значительной степени опирается на готические конвенции ужасов и старые знания коренных американцев, чтобы получить представление о сверхъестественном. Персонажи могут участвовать в ситуациях, начиная от ограблений банков и заканчивая перестрелками с участием вампиров и зомби в ходе своих приключений.
Undead Nightmare (2010), дополнение к Red Dead Redemption (2010), — это вестерн ужасов. Он рассказывает о вспышке нежити, которая распространилась через границу. Другими элементами фэнтези являются новое оружие, такое как святая вода и новые мифические существа: единорог и четыре всадника Апокалипсиса. Её продолжение, Red Dead Redemption 2, содержит ряд незначительных пасхальных яиц, которые игрок может обнаружить, таких как НЛО и останки гигантского гоминида.
￼Weird West — ролевая игра, разработанная WolfEye Studios и выпущенная Devolver Digital.  Является чистокровным представителем жанра: действие происходит в альтернативном мире в сеттинге Дикого Запада, а сама игра изобилует оккультизмом и мистицизмом. Своё название игра напрямую заимствует из жанра. Релиз игры для Microsoft Windows, PlayStation 4 и Xbox One состоялся 31 марта 2022 года.

## Варианты
Менее обычные гибридные жанры могут включать кислотный вестерн — фильм «Перестрелка» (1966) был назван первым фильмом такого рода. Вестерн ужасов по существу изображает сверхъестественное в обстановке Старого Запада. Ким Ньюман предлагает два основных типа: «Цикл индийского проклятия» и готический вестерн — с участием вампиров, зомби и т.п. Примером фильма об индейском проклятии является "Танец призраков" (1982), в котором индейский шаман одержим злым духом. Готическим западным примером является Город-призрак (1988), о поисках шерифа победить стрелка-зомби, используя его значок в форме звезды в качестве сюрикена.
Стимпанк-вестерн, вариант научно-фантастического вестерна, обычно изображает альтернативную историю Старого Запада, но подчеркивает зависимость общества от паровой энергии, как в телесериале 1960-х годов «Дикий Дикий Запад». Другим вариантом научно-фантастического вестерна является космический вестерн, который применяет темы вестерна к научной фантастике. Таким образом, эти работы обычно разворачиваются в других мирах, но действие иногда происходит на Старом Западе, как в «Ковбои против пришельцев» (2011), где инопланетный космический корабль приземляется на территории Нью-Мексико 1870-х годов.